# NGC 3242
NGC 3242 (Caldwell 59) est une nébuleuse planétaire située dans la constellation de l'Hydre. On  donne aussi à NGC 3242 le nom de « Fantôme de Jupiter » (Ghost of Jupiter) ou encore de nébuleuse de l'Œil.

## Historique des observations
NGC 3242 a été découverte par l'astronome germano-britannique William Herschel en 1785 qui l'a inscrite dans ses notes sous la dénomination WH IV 27. John Herschel l'a aussi observée alors qu'il était à l'observatoire royal du cap de Bonne-Espérance en Afrique du Sud dans la décennie 1830. Il l'a inscrite sous la dénomination h 3248 et il l'a ensuite inclut dans le General Catalogue de 1864 comme GC 2102. Les observations de John Herschel sont devenues NGC 3242 dans le catalogue de John Dreyer en 1888.
William Lassell a observé cette nébuleuse le 12 mars 1853 avec un télescope de 24 pouces (60 cm) et il a noté qu'elle était d'une couleur bleue clair brillante légèrement teintée de vert. Il a décrit sa structure annulaire double ainsi que l'extension de l'anneau intérieur au nord-ouest. Le 6 avril 1863, Samuel Hunter écrit que l'anneau extérieur est plus brillant au nord et au sud. Edward Emerson Barnard et Sherburne Wesley Burnham ont observé la nébuleuse avec la lunette astronomique de 36 pouces (91 cm) de l'observatoire Lick le 25 février 1889. Barnard a décrit ce qu'il voyait comme une étoile brillante au centre d'un espace sombre, en forme de parallélogramme ou de losange d'un beau vert bleuâtre inclus dans un disque elliptique rose. Le dessin fait par James Edward Keeler de la nébuleuse observée dans la lunette de l'observatoire Lick montre les deux extensions de l'anneau interne le long du grand axe.
William Huggins a observé une raie d'émission du spectre de NGC 3242 en 1865, observation qui fut confirmé par le colonel John Herschel le Jeune (en), fils de John Herschel, alors qu'il était en poste à Bangalore en Inde. L'amiral William Henry Smyth a noté dans son ouvrage « Cycle of Celestial Objects » que NGC 3242 ressemblait à Jupiter, mais le surnom de « Fantôme de Jupiter » a été utilisé pour la première fois par le capitaine William Noble dans la parution de 1882 de Knowledge.

## Observation
Avec une magnitude visuelle apparente de 7,7, on peut observer NGC 3242 avec des jumelles dont l'ouverture est de 40 à 50 mm ou avec un petit télescope.  

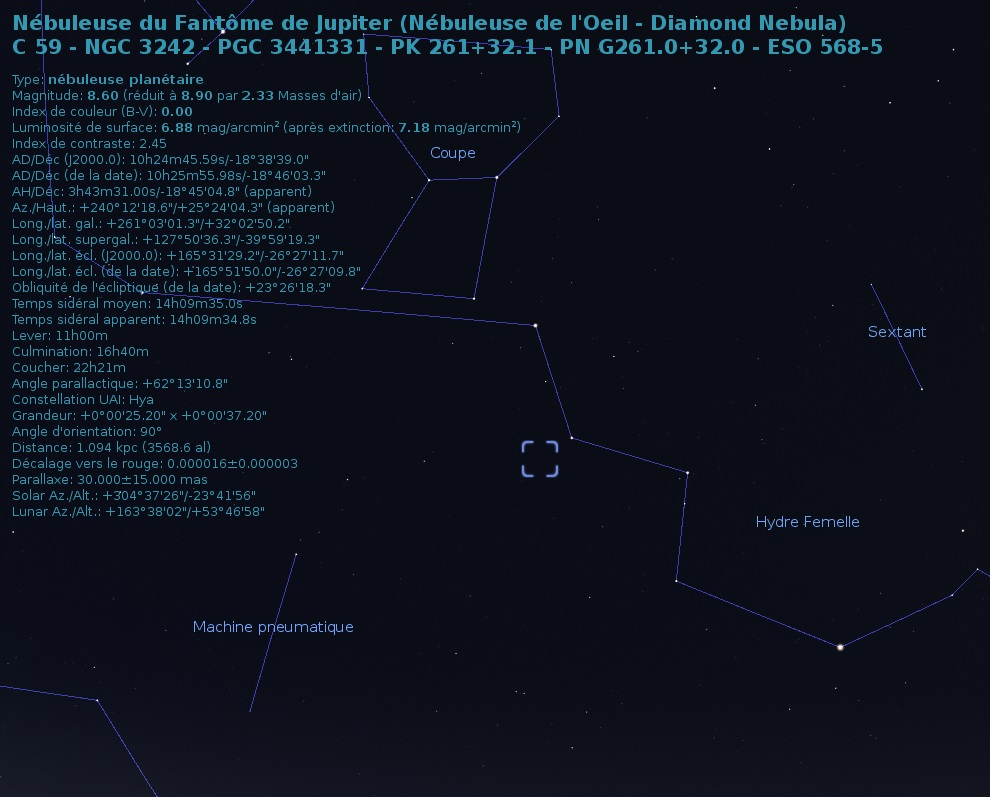
Localisation de NGC 3242 dans la constellation de l'Hydre. (Stellarium)

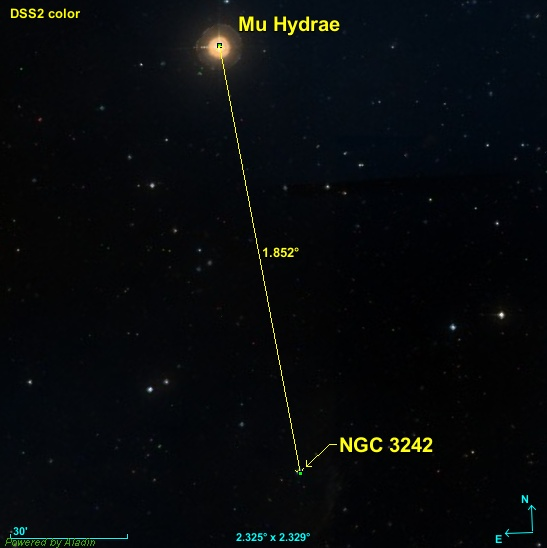
Position de NGC 3242 par rapport à l'étoile Mu Hydrae.

La nébuleuse NGC 3242 est située à environ 1,85 degrés au sud-ouest de Mu Hydrae, une étoile géante de magnitude égale à 3,81.

## Caractéristiques

### Distance, taille et vitesse
Le logiciel en ligne Aladin Lite permet de consulter les données astronomiques de plusieurs catalogues, dont le « GAIA EARLY DATA RELEASE 3 (GAIA EDR3) ». La parallaxe de NGC 3242 est égale à 0,745 2 ± 0,050 2 mas, ce qui correspond à une distance de 1342 +97
−85 pc.
La taille apparente de la nébuleuse est de 1,07′, ce qui, compte tenu de la distance et grâce à un calcul simple, équivaut à une taille réelle de 1,36 ± 0,10 al. Sur les photographies en lumière visible, l'étendue maximale de la nébuleuse est d'environ 1,1 minute d'arc, mais, sur les photos prises dans le domaine de l'infrarouge, la nébuleuse est beaucoup plus vaste. Par exemple, sur l'image provenant des données du télescope spatial WISE (voir l'image dans la section Galerie), son diamètre est d'environ 5,6 minutes d'arc, soit 5 fois plus grand qu'en lumière visible. De plus, un immense halo visible sur les photographies de longue exposition s'étend jusqu'à environ 15 minutes d'arc du centre de la nébuleuse, ce qui porte la taille à une valeur incroyable de 19 al, près de 4,5 fois la distance entre le Soleil et Proxima Centauri, l'étoile la plus rapprochée de la Terre.
Deux valeurs identiques de la vitesse sont indiquées sur la base de données Simbad, soit 4,7 ± 0,95 km/s,.

### Âge
L'âge du halo de la nébuleuse serait 49 000 ans et celui de la nébuleuse interne de 4 000 ans.

### Halo

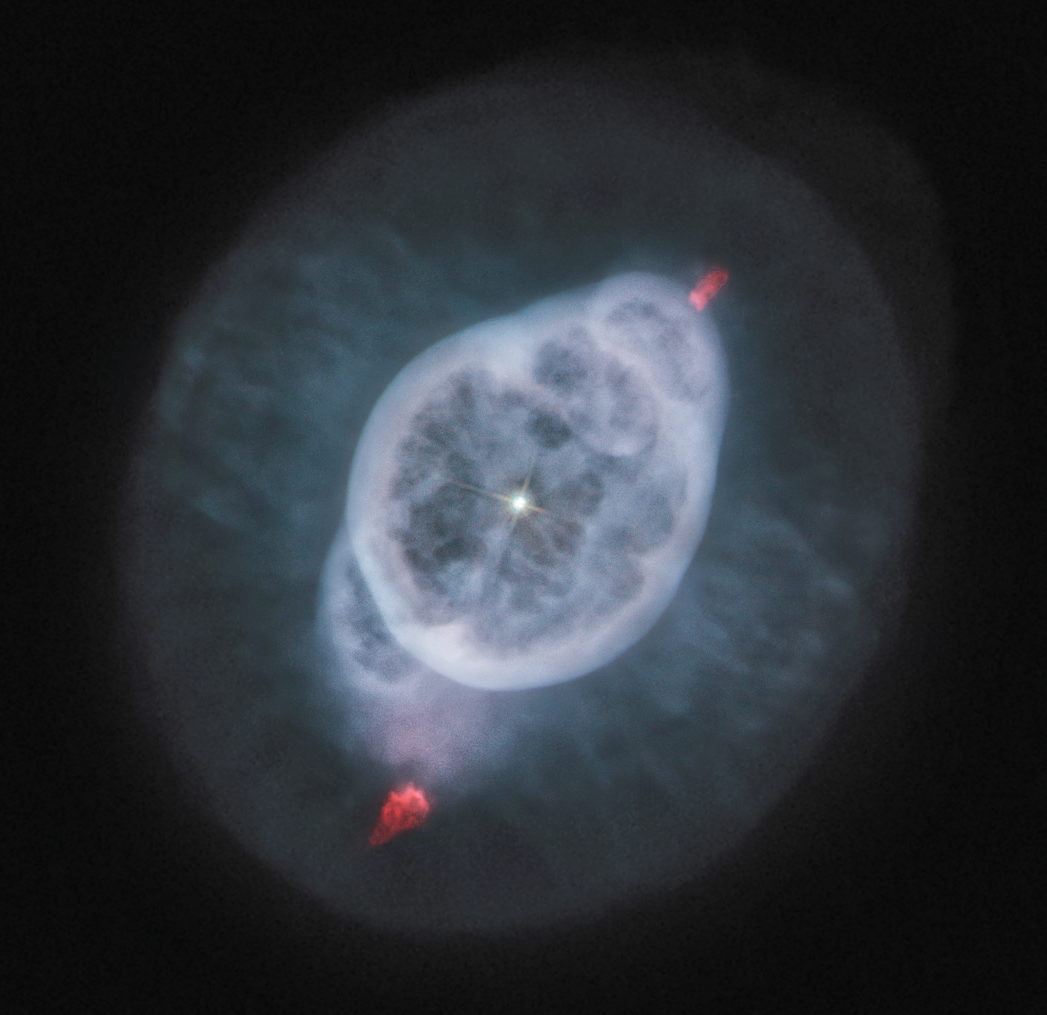
NGC 3242 par La nébuleuse planétaire NGC 3242 (Judy Schmidt, à partir des données du télescope spatial Hubble).

L’environnement autour du bord et de la coque de NGC 3242, bien que très étudié, est assez complexe. Un premier halo d'un rayon de 97', avec un léger éclaircissement de sa structure, est visible sur les images profondes réalisées avec le télescope INT de l'observatoire de Roque de los Muchachos à La Palma. À une échelle beaucoup plus grande, un halo ionisé hautement asymétrique et filamenteux est également visible. La partie la plus brillante de ce halo s'étend jusqu'à 15' à l'ouest/sud-ouest de NGC 3242. Cet immense halo a été discuté par Meaburn et ses collègues en 2000. Ils ont conclu que le gaz de ce halo est photoionisé par les rayonnements de la nébuleuse. Les vitesses radiales de cet arc géant sont cependant différentes de la vitesse symétrique de 16 km/s de la nébuleuse planétaire, ce qui est incompatible avec l'hypothèse qu'il s'agit de la bordure interne de la nébuleuse qui s'étend rapidement. Cette structure géante n'est pas confinée à l'ouest, mais s'étend aussi vers le sud et plus faiblement vers le sud-est ainsi que le nord-est. Elle est clairement reliée aux régions internes de la nébuleuse par un système complexe de filaments. Sa taille dépasse le champ de vision de la caméra installée sur le télescope INT, ce qui fixe une limite intérieure à son rayon à 1000'.
Une caractéristique étrange de NGC 3242 est la présence de deux lobes rouges aux pôles de la nébuleuse. On pense que ces lobes sont plus jeunes que la nébuleuses et qu'ils se déplacent plus rapidement que le reste des gaz. On ne connait pas encore l'origine et la nature exacte de ces lobes. Deux modèles ont été avancés pour expliquer l'origine des lobes de NGC 3242, ainsi que ceux des nébuleuses planétaires NGC 6826, NGC 7009 et NGC 7662 : des boulets de matière perçant à grande vitesse les coquilles des nébuleuses ou des gaz photoévaporés balayés par les vents et s'enroulant en forme de tête-queue. Ces deux modèles sont inconsistants avec les observations et un nouveau paradigme est nécessaire pour rendre compte de ces lobes.
Selon une étude publiée en avril 2024 par Schönberner et Steffen, qui est en quelque sorte un résumé des connaissances acquises sur une douzaine des nébuleuses planétaires, étude qui cite plusieurs références, la vitesse interne du vent du halo de la nébuleuse de NGC 3242 est de 2 350 km/s et sa luminosité est de 2,5 {\displaystyle L_{\odot }} (log10= 0,39). Le rayon de la bulle qui entoure l'étoile centrale est d'environ 0,046 pc (∼0,15 al) et sa perte de masse par année est de 5,37 * 10-9 {\displaystyle M_{\odot }}/an (log10=-8,27). La luminosité de la nébuleuse dans le domaine des rayons X est de 3,39 * 10-3 {\displaystyle l_{\odot }} (log10=-2,47)

## Étoile centrale
Selon Corradi et ses collègues, la température de l'étoile centrale est de 89 kK ({\displaystyle Log(T)=4,95}) et sa luminosité est de 7 590 {\displaystyle L_{\odot }} ({\displaystyle Log(L)=3,88}).
Selon Schönberner et Steffen, le type spectral de l'étoile au centre de NGC 3242 est O6H, ce qui signifie que c'est une étoile très chaude dont les raies em émission sont intenses dans l'hélium. Sa température effective est de 79 kK et sa luminosité est de 5,37 * 103 {\displaystyle l_{\odot }} (log10=3,73). Notons que Schönberner et ses collègues ont adopté une distance d'environ 1,38 kpc (∼4 500 al) pour déterminer les valeurs qu'ils proposent.

## Galerie

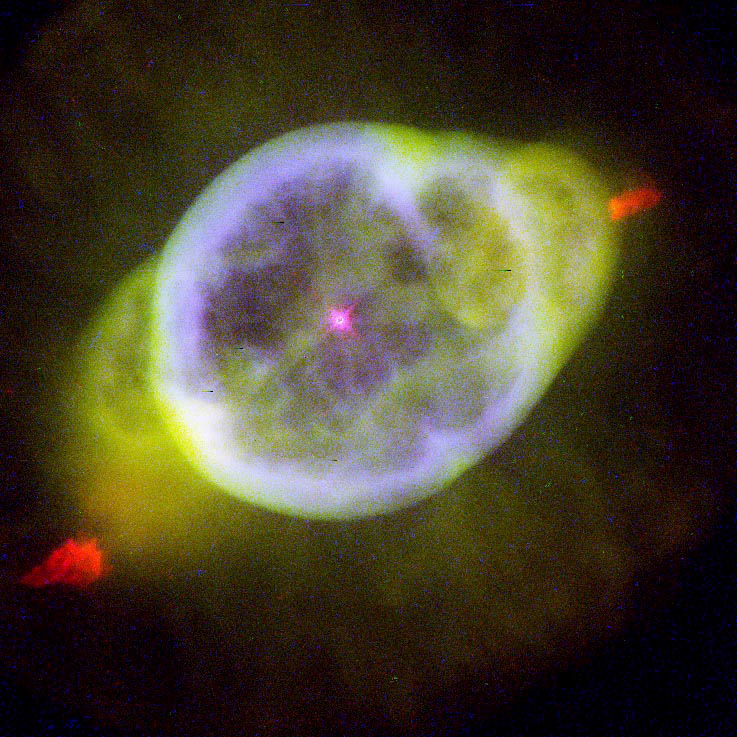
Autre image de NGC 3242 provenant du télescope spatial Hubble et montrant la présence des lobes aux pôles.
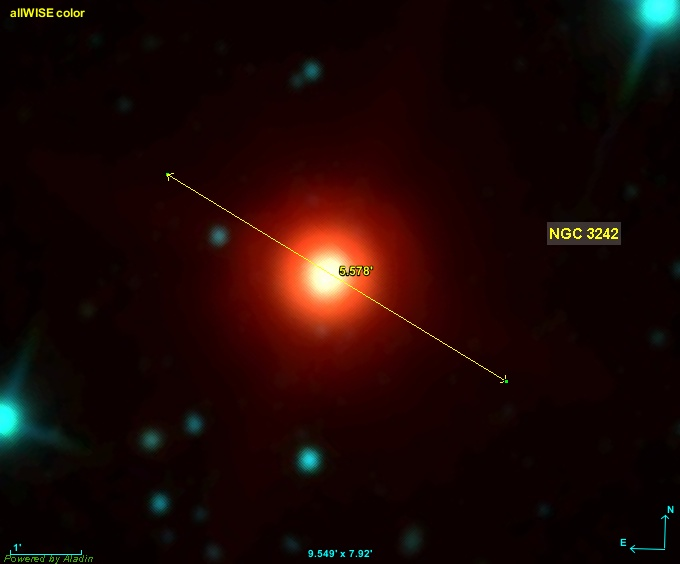
En lumière infrarouge, NGC 3242 est plus vaste qu'en visible. (Télescope spatial WISE.
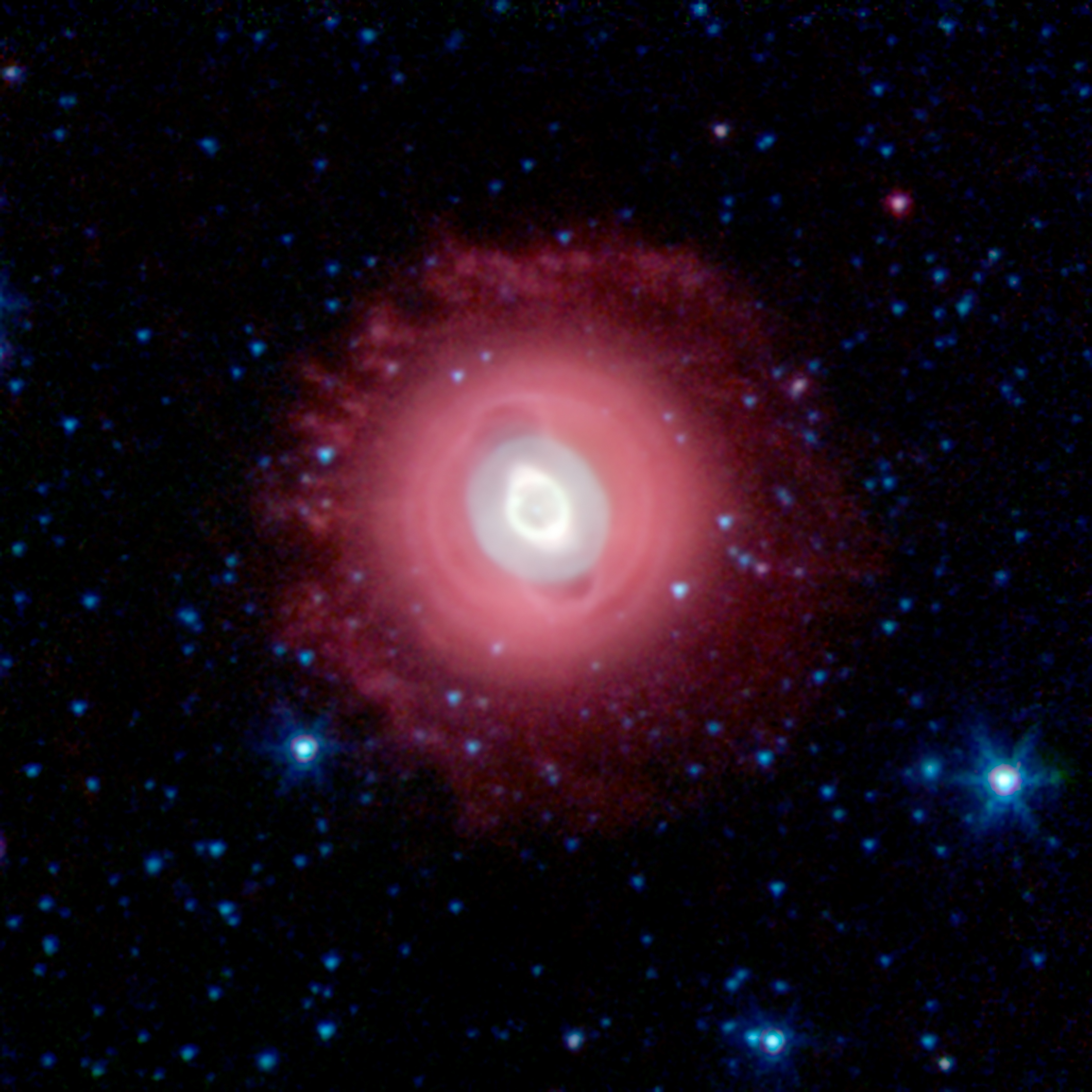
NGC 3242 en infrarouge par le télescope spatial Spitzer.
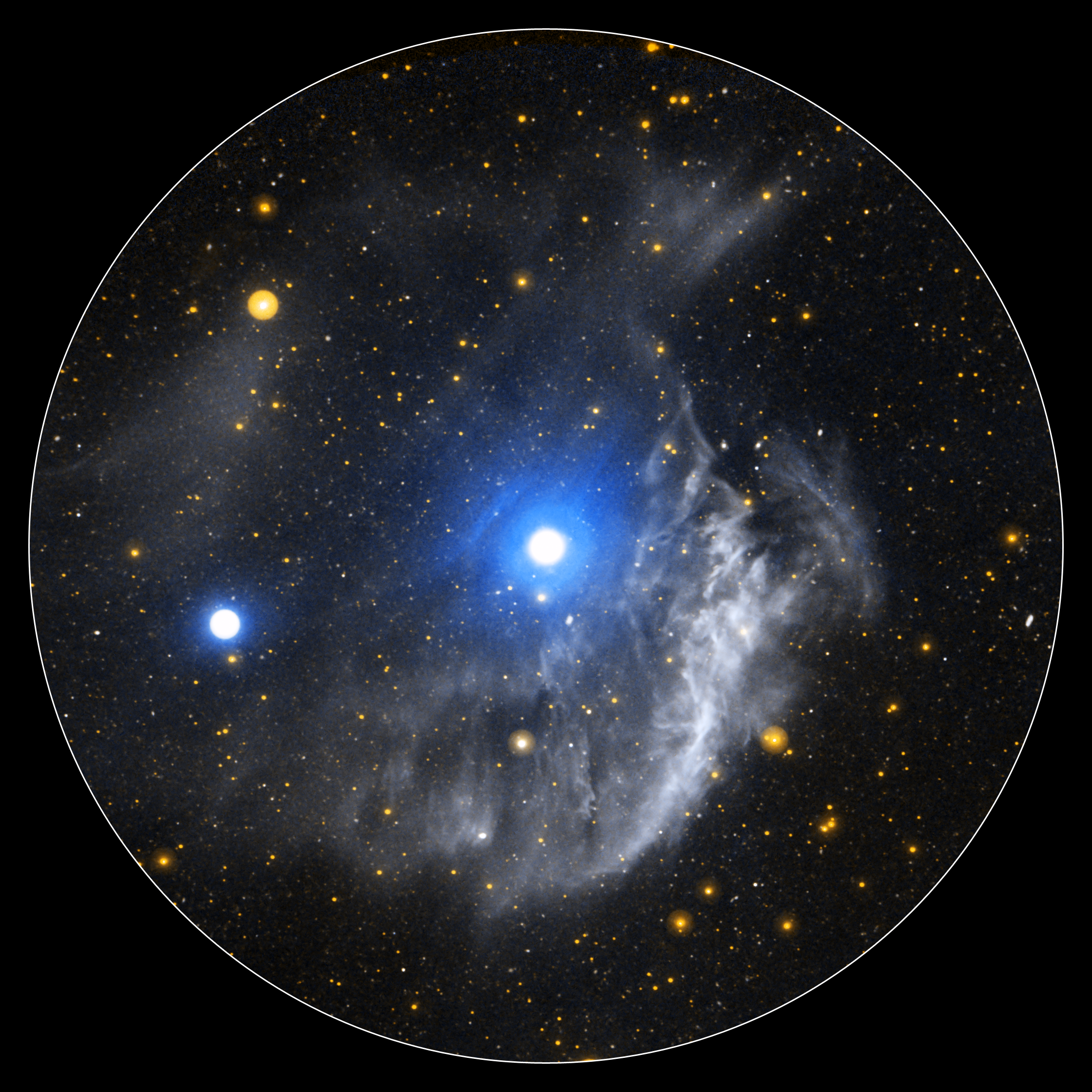
Cette image dans le domaine de l'ultraviolet provient du satellite GALEX.
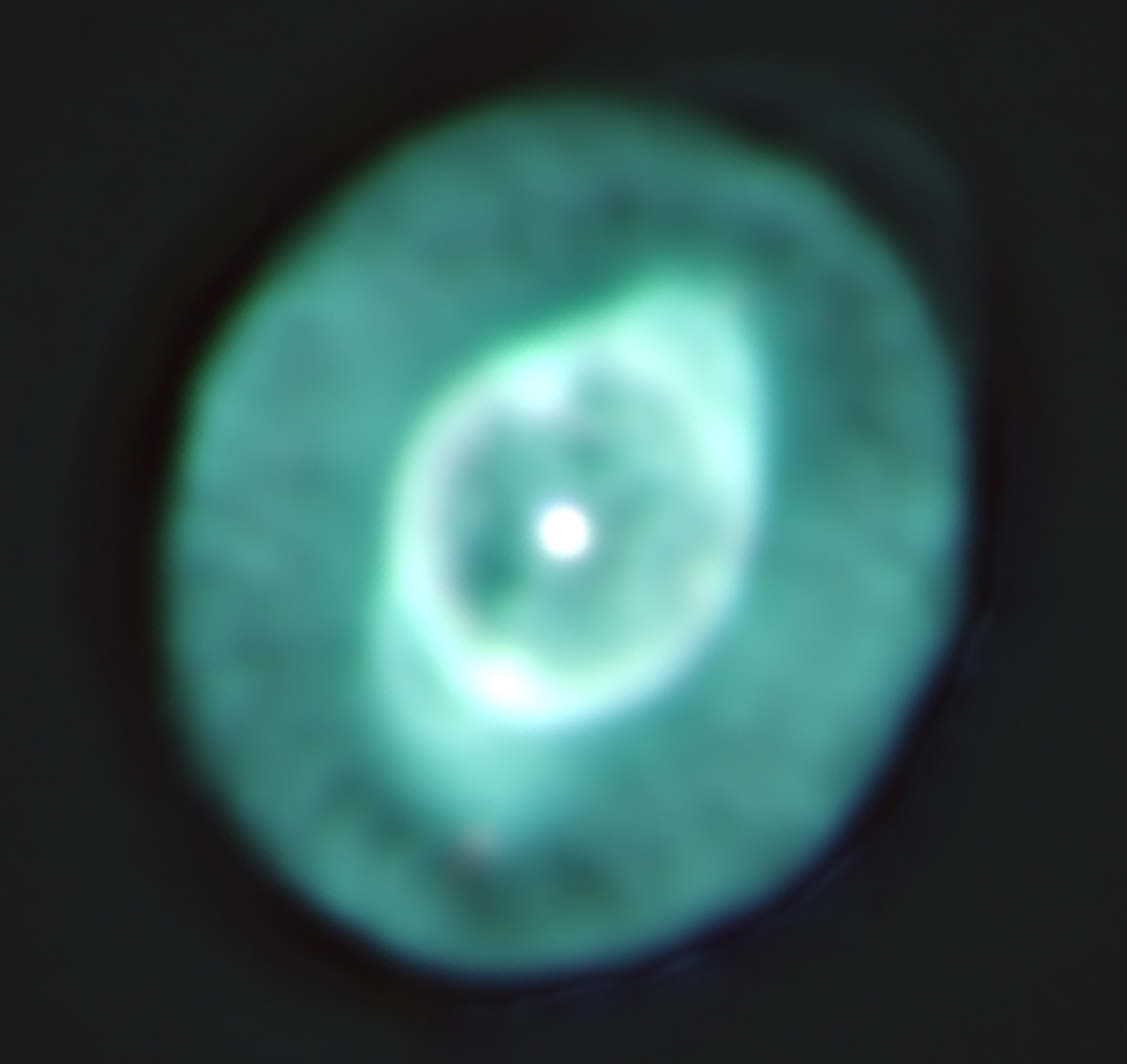
Cette image en lumière visible provient du télescope de 32 pouces Schulman de l'Observatoire du mont Lemmon.
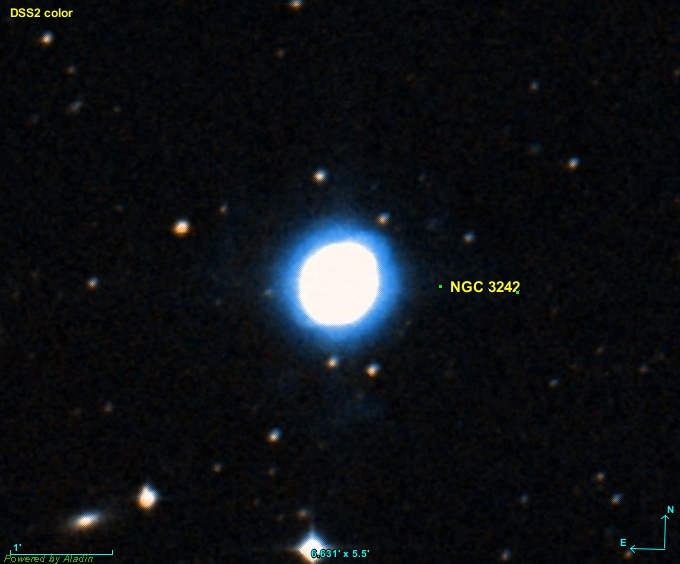
Autre image en lumière visible provenant des données de l'étude DSS.
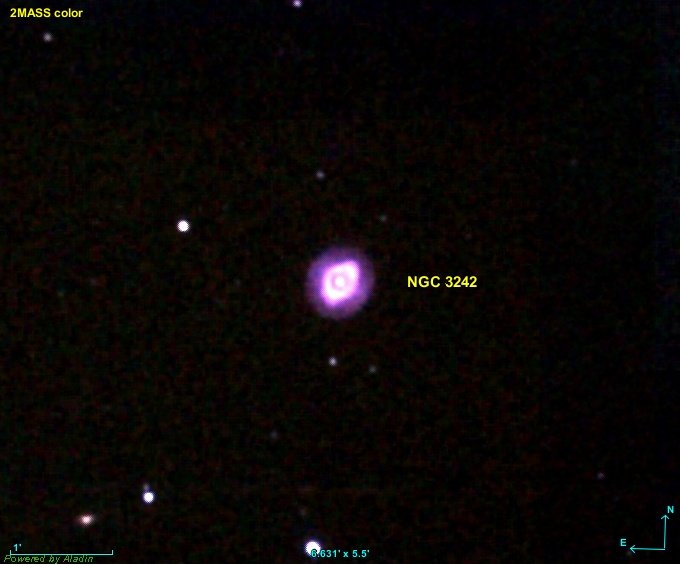
Cette image provient du projet 2MASS.